# جونسون سيتي (تينيسي)
جونسون سيتي هي مدينة في ولاية تينيسي في الولايات المتحدة الأمريكية.
وهي تقع في الشمال الشرقي من الولاية وهي قريبة من جبال السموكي ماونتن اللي اشتهرت بجمال طبيعتها وصنفتها
منظمة اليونسكو من أجمل المناظر الطبيعية بالعالم وتشتهر المدينة بنشاطها التعليمي والسياحي ويحيطها سلسلة جبال
من جميع الإتجاهات

## التركيبة السكانية
حدّد مكتب تعداد الولايات المتحدة بيانات التركيبة السكانية لجونسون سيتي في تعداد الولايات المتحدة. في ما يلي، التركيبة السكانية حسب تعدادي 2000 و2010.

### تعداد عام 2000
بلغ عدد سكان جونسون سيتي 55,469 نسمة بحسب تعداد عام 2000، وبلغ عدد الأسر 23,720 أسرة وعدد العائلات 14,013 عائلة مقيمة في المدينة. في حين سجلت الكثافة السكانية 491.2 نسمة لكل كيلومتر مربع (1,272.2/ميل2). وبلغ عدد الوحدات السكنية 25,730 وحدة بمتوسط كثافة قدره 227.8 لكل كيلومتر مربع (590.0/ميل2).
وتوزع التركيب العرقي للمدينة بنسبة 90.09% من البيض و6.40% من الأمريكيين الأفارقة و0.26% من الأمريكيين الأصليين و1.22% من الأمريكيين ذوي الأصول الآسيوية و0.02% من سكان جزر المحيط الهادئ و0.69% من الأعراق الأخرى و1.32% من عرقين مختلطين أو أكثر و1.89% من الهسبانيون أو اللاتينيون من أي عرق.
بلغ عدد الأسر 23,720 أسرة كانت نسبة 27.2% منها لديها أطفال تحت سن الثامنة عشر تعيش معهم، وبلغت نسبة الأزواج القاطنين مع بعضهم البعض 44.1% من أصل المجموع الكلي للأسر، ونسبة 11.6% من الأسر كان لديها معيلات من الإناث دون وجود شريك، بينما كانت نسبة 3.4% من الأسر لديها معيلون من الذكور دون وجود شريكة وكانت نسبة 40.9% من غير العائلات. تألفت نسبة 33.9% من أصل جميع الأسر من عدة أفراد يعيشون في نفس المنزل ونسبة 11.5% كانت تتألف من شخص يعيش بمفرده يبلغ من العمر 65 عاماً أو أكثر. وبلغ متوسط حجم الأسرة المعيشية 2.20، أما متوسط حجم العائلات فبلغ 2.82.
بلغ العمر الوسطي للسكان 36.9 عاماً. وكانت نسبة 19.7% من القاطنين تحت سن الثامنة عشر، وكانت نسبة 10.4% بين الثامنة عشر والرابعة والعشرين عاماً، ونسبة 27.6% كانت واقعةً في الفئة العمرية ما بين الخامسة والعشرين والرابعة والأربعين عاماً، ونسبة 22% كانت ما بين الخامسة والأربعين والرابعة والستين، ونسبة 14.2% كانت ضمن فئة الخامسة والستين عاماً فما فوق. يوجد لكل 100 أنثى 91.2 ذكر، ويوجد لكل 100 أنثى في الثامنة عشر من عمرها فما فوق 87.9 ذكر.
بلغ متوسط دخل الأسرة في المدينة 30,835 دولارًا، أما متوسط دخل العائلة فبلغ 40,977 دولارًا. وكان متوسط دخل الذكور 31,326 دولارًا مقابل 22,150 دولارًا للإناث. وسجل دخل الفرد الخاص بالمدينة 20,364 دولارًا. وكانت نسبة 11.4% من العائلات ونسبة 15.9% من السكان تحت خط الفقر، وكان من هؤلاء نسبة 19.5% تحت سن الثامنة عشر ونسبة 12.7% في الخامسة والستين من العمر وما فوق.

### تعداد عام 2010
بلغ عدد سكان جونسون سيتي 63,152 نسمة بحسب تعداد عام 2010، وبلغ عدد الأسر 27,017 أسرة وعدد العائلات 14,964 عائلة مقيمة في المدينة. في حين سجلت الكثافة السكانية 559.2 نسمة لكل كيلومتر مربع (1,448.3/ميل2). وبلغ عدد الوحدات السكنية 30,583 وحدة بمتوسط كثافة قدره 270.8 لكل كيلومتر مربع (701.4/ميل2).
وتوزع التركيب العرقي للمدينة بنسبة 86.92% من البيض و6.62% من الأمريكيين الأفارقة و0.34% من الأمريكيين الأصليين و1.97% من الأمريكيين ذوي الأصول الآسيوية و0.03% من سكان جزر المحيط الهادئ و1.85% من الأعراق الأخرى و2.26% من عرقين مختلطين أو أكثر و4.21% من الهسبانيون أو اللاتينيون من أي عرق.
بلغ عدد الأسر 27,017 أسرة كانت نسبة 25.4% منها لديها أطفال تحت سن الثامنة عشر تعيش معهم، وبلغت نسبة الأزواج القاطنين مع بعضهم البعض 39.5% من أصل المجموع الكلي للأسر، ونسبة 11.8% من الأسر كان لديها معيلات من الإناث دون وجود شريك، بينما كانت نسبة 4.1% من الأسر لديها معيلون من الذكور دون وجود شريكة وكانت نسبة 44.6% من غير العائلات. تألفت نسبة 35.4% من أصل جميع الأسر من عدة أفراد يعيشون في نفس المنزل ونسبة 11.6% كانت تتألف من شخص يعيش بمفرده يبلغ من العمر 65 عاماً أو أكثر. وبلغ متوسط حجم الأسرة المعيشية 2.19، أما متوسط حجم العائلات فبلغ 2.86.
بلغ العمر الوسطي للسكان 36.9 عاماً. وكانت نسبة 19.1% من القاطنين تحت سن الثامنة عشر، وكانت نسبة 15.7% بين الثامنة عشر والرابعة والعشرين عاماً، ونسبة 25% كانت واقعةً في الفئة العمرية ما بين الخامسة والعشرين والرابعة والأربعين عاماً، ونسبة 24.9% كانت ما بين الخامسة والأربعين والرابعة والستين، ونسبة 15.3% كانت ضمن فئة الخامسة والستين عاماً فما فوق. وتوزع التركيب الجنسي للسكان بنسبة 48.1% ذكور و51.9% إناث.

## المناخ
يظهر الجدول التالي التغييرات المناخية على مدار السنة لجونسون سيتي:
| البيانات المناخية لـجونسون سيتي   | البيانات المناخية لـجونسون سيتي | البيانات المناخية لـجونسون سيتي | البيانات المناخية لـجونسون سيتي | البيانات المناخية لـجونسون سيتي | البيانات المناخية لـجونسون سيتي | البيانات المناخية لـجونسون سيتي | البيانات المناخية لـجونسون سيتي | البيانات المناخية لـجونسون سيتي | البيانات المناخية لـجونسون سيتي | البيانات المناخية لـجونسون سيتي | البيانات المناخية لـجونسون سيتي | البيانات المناخية لـجونسون سيتي | البيانات المناخية لـجونسون سيتي |
| الشهر                             | يناير                           | فبراير                          | مارس                            | أبريل                           | مايو                            | يونيو                           | يوليو                           | أغسطس                           | سبتمبر                          | أكتوبر                          | نوفمبر                          | ديسمبر                          | المعدل السنوي                   |
| --------------------------------- | ------------------------------- | ------------------------------- | ------------------------------- | ------------------------------- | ------------------------------- | ------------------------------- | ------------------------------- | ------------------------------- | ------------------------------- | ------------------------------- | ------------------------------- | ------------------------------- | ------------------------------- |
| الدرجة القصوى °ف (°م)             | 78 (26)                         | 80 (27)                         | 83 (28)                         | 89 (32)                         | 94 (34)                         | 102 (39)                        | 99 (37)                         | 99 (37)                         | 97 (36)                         | 90 (32)                         | 84 (29)                         | 76 (24)                         | 99 (37)                         |
| متوسط درجة الحرارة الكبرى °ف (°م) | 45 (7)                          | 50 (10)                         | 59 (15)                         | 68 (20)                         | 76 (24)                         | 83 (28)                         | 86 (30)                         | 85 (29)                         | 79 (26)                         | 69 (21)                         | 59 (15)                         | 48 (9)                          | 67 (19)                         |
| متوسط درجة الحرارة الصغرى °ف (°م) | 25 (−4)                         | 28 (−2)                         | 34 (1)                          | 42 (6)                          | 51 (11)                         | 60 (16)                         | 64 (18)                         | 63 (17)                         | 55 (13)                         | 44 (7)                          | 35 (2)                          | 28 (−2)                         | 44 (7)                          |
| أدنى درجة حرارة °ف (°م)           | −21 (−29)                       | −12 (−24)                       | −1 (−18)                        | 20 (−7)                         | 28 (−2)                         | 39 (4)                          | 46 (8)                          | 43 (6)                          | 34 (1)                          | 22 (−6)                         | 11 (−12)                        | −9 (−23)                        | −21 (−29)                       |
| الهطول إنش (مم)                   | 3.42 (87)                       | 3.69 (94)                       | 3.59 (91)                       | 3.50 (89)                       | 4.44 (113)                      | 4.56 (116)                      | 5.44 (138)                      | 4.15 (105)                      | 3.03 (77)                       | 2.44 (62)                       | 3.34 (85)                       | 3.62 (92)                       | 45.22 (1٬149)                   |
| متوسط تساقط الثلوج إنش (سم)       | 5.2 (13)                        | 4.2 (11)                        | 2.3 (5.8)                       | 0.4 (1.0)                       | 0 (0)                           | 0 (0)                           | 0 (0)                           | 0 (0)                           | 0 (0)                           | 0 (0)                           | 0.9 (2.3)                       | 2.6 (6.6)                       | 15.6 (40)                       |
| متوسط الرطوبة النسبية (%)         | 59.0                            | 71.5                            | 69.0                            | 67.0                            | 69.5                            | 73.0                            | 75.0                            | 76.5                            | 76.5                            | 74.0                            | 68.5                            | 69.5                            | 74.0                            |
| المصدر #1:                        |                                 |                                 |                                 |                                 |                                 |                                 |                                 |                                 |                                 |                                 |                                 |                                 |                                 |
| المصدر #2:                        |                                 |                                 |                                 |                                 |                                 |                                 |                                 |                                 |                                 |                                 |                                 |                                 |                                 |

## أعلام
- مارك هيرنغ
- جون ألان ماكسويل
- فان وليامز
- تيد وينفيلد
- جي. س. سبنسر
- برستون دبليو. كامبل
- إيرني بومان
- جلان مورغان وليامز
- جيري بلفنز
- دانيال نوريس